# 17130 Alexzhang
17130 Alexzhang è un asteroide della fascia principale. Scoperto nel 1999, presenta un'orbita caratterizzata da un semiasse maggiore pari a 2,257279 UA e da un'eccentricità di 0,142172, inclinata di 5,758540° rispetto all'eclittica. Ha un diametro di 3,931 km.